# OpenGL extension wrangler library
 (octobre 2012).
Si vous disposez d'ouvrages ou d'articles de référence ou si vous connaissez des sites web de qualité traitant du thème abordé ici, merci de compléter l'article en donnant les références utiles à sa vérifiabilité et en les liant à la section « Notes et références ».
GLEW (OpenGL extension wrangler library) est une bibliothèque utilitaire d'OpenGL permettant une gestion simple des extensions OpenGL. C'est une bibliothèque multiplateforme libre écrite en C.
GLEW apporte une solution à la complexité de la gestion des extensions d'OpenGL. À l'exécution, elle détecte les extensions supportées par la machine hôte et initialise les fonctions associées à ces extensions.
GLEW est développée par Milan Ikits et Marcelo Magallon. Elle dérive du projet EXTGL de Lev Povalahev, dont le développement est aujourd'hui arrêté. Le code source est disponible sous plusieurs licences : BSD, SGI Free Software License B, et GLX Public License. Les scripts de génération automatique de code sont eux, sous licence GNU GPL.